# BX1
BX1 is een Franstalige Brusselse lokale televisiezender die bericht over de politieke, sociale, culturele, economische en sportactualiteiten uit de hoofdstad. De zender richt zich op kijkers uit Brussel én Wallonië, net zoals het Brusselse Nederlandstalige BRUZZ zich ook richt op Vlaanderen.

## Historiek
In 1985 werd de zender opgericht als Télé Bruxelles. In 2015 werd de naam veranderd in BX1.

## Enkele programma's
- Coup de Pouce
- Coupe Ta Télé
- Court Toujours
- Extra large
- Label One
- Menu de Soirée
- Les Infiltrés
- Ca va être du sport
- L'autre Journal
- Le 20 minutes
- Ligne Directe
- C'est l'Heure
- Eurorégion 25